# Возний Андрій Петрович (спортсмен)
Андрій Петрович Возний (* 5 січня 1963 м. Бердянськ, Запорізька область)  – спортсмен, педагог, доцент кафедри фізичного виховання та спорту, заступник директора медичного інституту зі спортивно-масової роботи, кандидат філософських наук, полковник збройних сил України. 

## Життєпис
1984  – закінчив інститут фізичної культури. 
Працював начальником фізичної підготовки та спорту артилерійського полку в Казахстані, потім на цій же посаді в мотострілецькому полку в Угорщині, начальник фізичної підготовки і спорту мотострилецької дивізії,  начальник фізичної підготовки і спорту 6-ї танкової армії (м. Дніпропетровськ). 
1995  – 2007  – займав посаду начальника кафедри фізичної підготовки і спорту Військового Інституті ракетних військ і
артилерії СумДУ, заступником директора медичного інституту СумДУ зі спортивної роботи. Доцент кафедри фізичного виховання та спорту СумДУ. 
На теперішній час працює директором комунального закладу комплексної дитячої спортивної школи №2 м. Суми. 

## Царина наукових інтересів
Займається дослідженням феномену людського тіла, здоров’я як філософської категорії, філософсько-історичним та семантичним аналізом генезису та еволюції поняття про здоров’я. 
Має 21 публікацію, серед яких 16  – наукового, 5  – навчально-методичного направлення. 5 публікацій у наукових виданнях, 17 статей та тез у збірниках матеріалів наукових конференцій, 5 методичних посібників.
Взяв участь більше ніж у двадцяти міжнародних, всеукраїнських та регіональних науково-практичних конференціях та семінарах, та міжнародних науково-теоретичних конференціях: 
1.«Вища освіта України і постнекласична наука: можливості синергетичного наближення», 29 листопада 2002 р., «Синергетика і освіта», м. Київ.
2.«Фізична підготовка військовослужбовців» 29 – 30 квітня 2003 р., «Методологічна роль самоорганізації у розвитку фізичної культури», м. Суми.
3.«Філософські проблеми синергетики: постнекласична трансформація наукового знання», 4-5 липня 2003 р., «Исторические этапы взаимосвязи теории самоорганизации и физической культуры», м. Київ.
4.«Наука. Синергетика. Освіта», 22-23 вересня 2005 р., м. Суми.
5.«Міжнародні синергетичні читання пам’яті Іллі Пригожина», 12  – 13 грудня 2003р., м. Київ.
6.Всеукраїнська наукова конференція «Планетарна цивілізація. Наука. Освіта», 3  – 4 липня 2008 р., м. Суми, СДПУ.
7.Всеукраїнська наукова конференція «Планетарна цивілізація. Наука. Освіта», 3  – 4 липня 2012 р., м. Суми.
8.«Наука ХХІ століття, індустрія хай-тек і сучасна освіта», 18  – 19 жовтня 2012р., м. Суми.
9.«Гуманізм. Трансгуманім. Постгуманізм», «О парадигме наук нового века», м. Суми, 19  – 20 квітня 2013 року.

### Основні наукові статті
1.Особенности проявления теории самоорганизации в физической культуре // Філософські науки: збірник наукових праць – Суми : СумДПУ ім.. А,С, Макаренка, 2003.  – С. 61  – 68
2.О сущности живых сил человеческой телесности // Філософські науки: збірник наукових праць  – Суми : СумДПУ ім.. А,С, Макаренка, 2007.  – С. 222  – 230 
3.Роль синергетической парадигмы в дистанционном обучении // Інтелект, особливість, цивілізація: збірник наукових праць  – Донецьк, 2003. С. 247 – 256.
4.Моделювання феномену живих сил людської тілесності в робототехніці // // Інтелект, особливість, цивілізація: збірник наукових праць – Донецьк, 2010. С. 382 – 391.
Керує студентськими науковими роботами, що мають напрямок – філософсько-історичний та семантичний аналіз генезису та еволюції поняття здоров’я як антропосоціокультурного феномену.

## Спортивні досягнення
Почесний майстер спорту зі спортивної акробатики. Чемпіон України 1978 року, чотирикратний чемпіон м. Ленінград, володар кубку м. Ленінград 1981  – 1984 рр.. Чемпіон збройних сил СРСР то Ленінградського військового округу, володар кубку СРСР. Призер міжнародних змагань на приз льотчика  – космонавта Волкова.[джерело?]
Третя у світі людина яка зробила потрійне сальто на акробатичній доріжці.[джерело?]

## Родина
Син письменника Петра Возного. 